# Saint-Sauveur, Haute-Saône
Saint-Sauveur är en kommun i departementet Haute-Saône i regionen Bourgogne-Franche-Comté i östra Frankrike. Kommunen ligger i kantonen Saint-Sauveur som tillhör arrondissementet Lure. År 2022 hade Saint-Sauveur 1 929 invånare.

## Befolkningsutveckling
Antalet invånare i kommunen Saint-Sauveur
| Referens: INSEE |